# Franz Roh

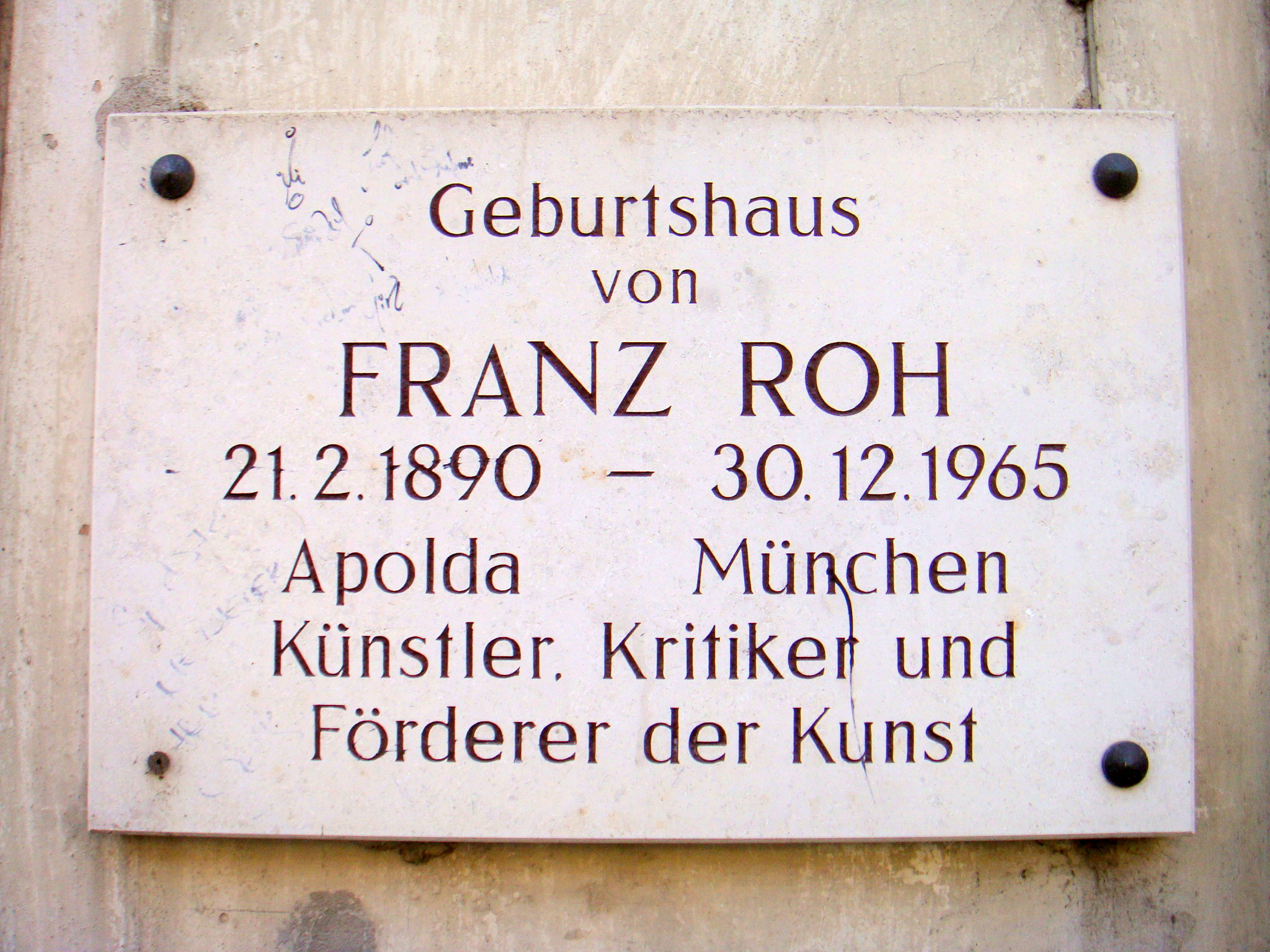
Lapide apposta sulla casa natale di Franz Roh

Franz Roh (Apolda, 21 febbraio 1890 – Monaco di Baviera, 30 dicembre 1965) è stato un artista, fotografo e critico d'arte tedesco.

## Biografia
Nato in Turingia segue gli studi nelle università di Lipsia, Berlino e Basilea. Nel 1915 si stabilisce a Monaco dove consegue il dottorato nel 1920 con una tesi sulla pittura olandese del XVII secolo. 
Lavorando per una emittente radiofonica di Monaco e per la rivista Neue Zeitung ha modo di conoscere vari artisti, tra cui George Grosz, Kurt Schwitters, Willi Baumeister, Max Ernst. Proprio ad Ernst è legato dal comune interesse per le tecniche del collage a cui si dedicherà per tutta la vita.
Espone nel 1920 per la prima una serie di lavori basati su tecniche di fotomontaggio; più tardi diventerà più noto nel campo della fotografia grazie al suo libro Foto Auge nel 1929.
Nel 1925 pubblica a Lipsia il libro Nach Expressionismus: Magischer Realismus (Postespressionismo: realismo magico, la nuova pittura europea) che introduce nella critica d’arte il termine di Realismo magico. La critica d’arte adotterà il termine Neue Sachlichkeit (Nuova oggettività) per indicare il ritorno dell’arte appunto a forme di una rappresentazione oggettiva.
Durante il regime nazista Roh deve vivere in isolamento e, a causa del suo libro Foto-Auge (Foto-occhio), è imprigionato per mesi nel campo di concentramento di Dachau dove scrive il libro Das Verkannte Kuenstler (L’artista misconosciuto).
Dopo la guerra, nel 1946, sposa la storica dell’arte Juliane Bartsch.
Nel 1952 fonda Artothek per compilare una raccolta di artisti tedeschi e nel 1958 pubblica una storia dell’arte tedesca.

Muore a Monaco nel 1965.

## Realismo magico
Roh è principalmente ricordato per essere stato il critico che ha coniato il termine. 

In effetti egli proponeva il termine magico per significare in quale modo la realtà quotidiana possa apparire (cioè come quando noi realmente osserviamo gli oggetti di ogni giorno, questi possono apparirci stranianti e fantastici). 

Ben altra cosa quindi è il mondo della magia (nel quale gli oggetti sono trasformati in qualcosa di fantastico) cui invece s’ispirano recenti correnti letterarie.
Pertanto la vera definizione di Roth è del tutto differente dall’interpretazione poi adottata da Gabriel Garcia Marquez e da Isabel Allende e che viene tuttora abitualmente applicata questo termine.
Lo stesso Roth, in uno scritto degli anni 50, consapevole della confusione causata a questo proposito dal malinteso uso della sua definizione, puntualizzava che l’uso del suo termine magico naturalmente "non era inteso in senso religioso-psicologico né etnologico".